# يان بليس
يان بليس (بالإنجليزية: Ian Bliss)‏ هو ممثل أسترالي، ولد في 1966.

## أعمال

### أفلام
- (2003) الماتريكس 2[2][3][4]
- (2003) الماتريكس 3[5][6][7]

## وصلات خارجية
- يان بليس على موقع IMDb (الإنجليزية)
- يان بليس على موقع ألو سيني (الفرنسية)
- يان بليس على موقع قاعدة بيانات الأفلام السويدية (السويدية)
- يان بليس على موقع قاعدة بيانات الفيلم (الإنجليزية)
- يان بليس على موقع كينوبويسك (الروسية)